# Divja jablana
Divja jablana oz. lesnika (znanstveno ime Malus sylvestris), ki jo včasih imenujejo tudi gozdna jablana, dosega rast v višino do 10 metrov in ima krošnjo razvejano v širino. Veje so obrasle z trni, listi so jajčasti, kratko zašiljeni z rahlo žagastim robom. Cvete z velikimi, znotraj belimi, zunaj rdečkasto obarvanimi cvetovi z rumenimi prašniki. Plodovi so okrogli, dosežejo velikost do 3 cm premera, zelo trpkega in kislega okusa. Šele s prvo pozebo dosežejo malo boljši okus, vsebujejo pa veliko pektina, zato jih nekateri nabiralci uporabljajo pri predelavi drugega sadja za boljše želiranje.
Divja jablana raste v mešanih gozdovih, ob robovih gozda, ob robovih njiv, med grmovjem in na svetlih apnenčastih manj vlažnih tleh.